# Onta-yaki

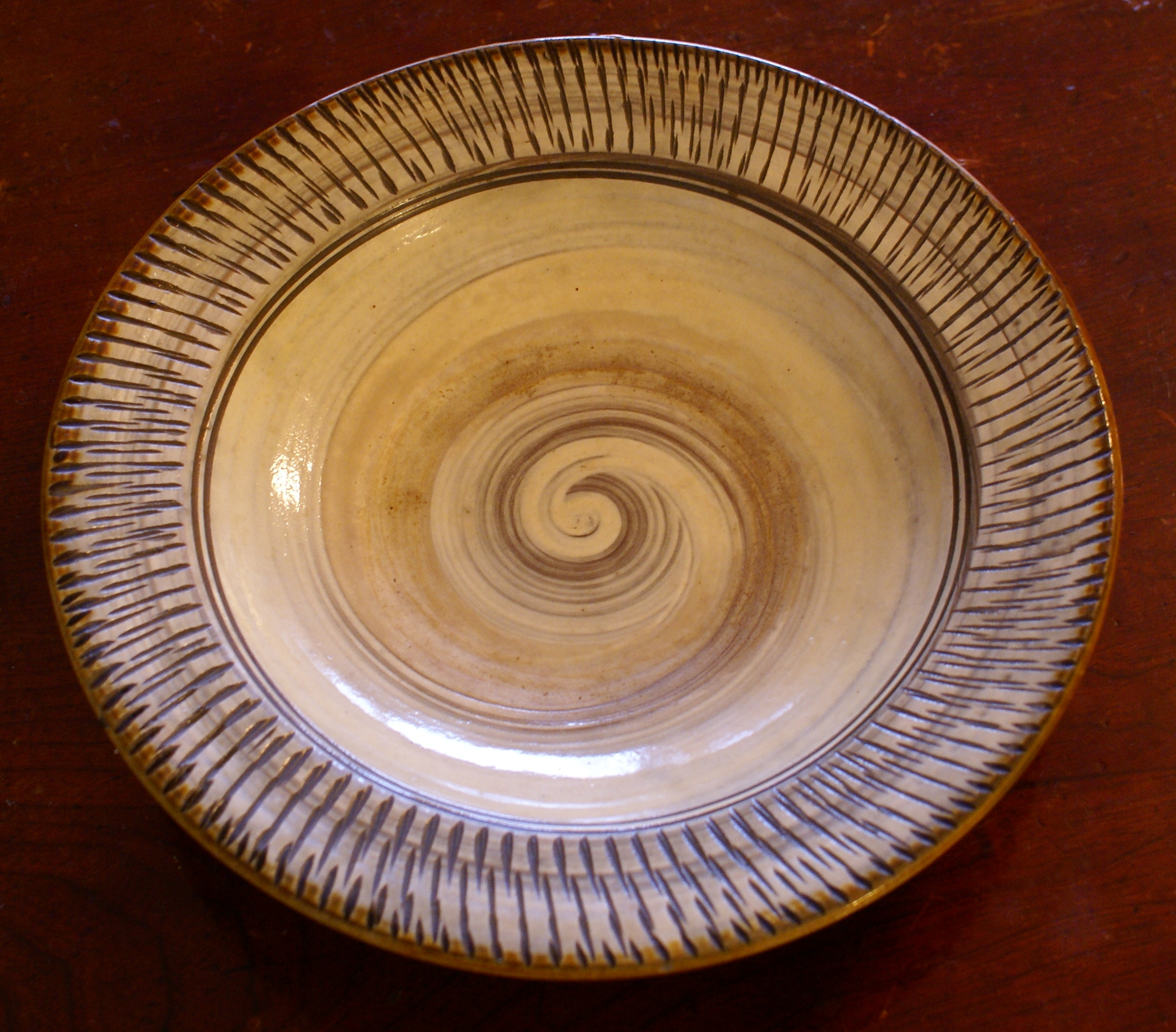
Céramique onta yaki.

Le Onta-Yaki (en japonais 小鹿田焼), appelé aussi Style Onta, est un style de céramique japonaise apparue dans la préfecture d'Oita au Japon, sur l'île de Kyushu, vers 1705, durant la période Edo,. Sa réalisation est toujours aujourd'hui faite artisanalement, sans électricité.
En 1995, la céramique de Style Onta a été déclarée "Trésor culturel National immatériel du Japon" et en 1996 "L'un des 100 patrimoines sonores à conserver".

## Histoire

### Origines
Les origines du Onta-Yaki remontent au potier Yayama, grand artiste coréen, et qui s'était attaché à la cour du seigneur féodal de Chikuzen : Nagamasa Kuroda. Celui-ci va installer dans les monts un four à céramique. Plus tard, son petit-fils, Hachiro, crée le style Takatori dans le village de Koishihara,.
Quarante ans plus tard, en 1705, Jubei Kuroki, chef du village de Hoei, invite un potier de l'école Takatori-Yaki : Sanemon Yanase, qui fonde un four du style de la dynastie Li, et enseigne aux habitants la céramique. La méthode de fabrication, propre au village d'Hoei, est faite de matériaux traditionnels, et est inspirée de celle des habitants d'Ogada.

### Nom
Si, normalement, 小鹿田焼, se prononce "Okada-Yaki", il faut en réalité le prononcer "Onta-Yaki". Selon la tradition, le potier Yozo Okada, d'après Homoto Monogatari est originaire de cette région et s'appelait à l'origine "Onta".
On dit que cela s'est donc, en raison de Yozo Okada, transformé plus tard en "Okada". Mais la prononciation est restée,.

### Le développement
Rapidement, le village se spécialise dans le style Onta et sa céramique devient célèbre. Des familles transmettent de génération en génération leurs techniques artisanales, toujours utilisées aujourd'hui. Elles ont été améliorées au fil du temps, mais elles sont toujours réalisées sans électricité,.
En 1954, Bernard Leach, un célèbre potier britannique, s'est rendu dans les montagnes et dans le village Onta, et y a sûrement laissé des influences comme en témoignent l'apparition de nouveaux motifs, particulièrement exotiques, après cette date,.
Petit à petit cependant le nombre de familles a baissé. Le nombre de fours à céramique est passé de 55 à 10 aujourd'hui. Avant 2017, le village possédait encore 10 familles. Mais cette année-là, en raison de violentes tempêtes et de glissements de terrain, la montagne, creusée pour son argile, a été gravement endommagée, et les équipements qui se trouvaient dessus, en bois, ont été emportés, et détruits. En raison de cette catastrophe, la production dut être suspendue, et une famille a quitté le village. Le village a ensuite été restauré.

## Conception

### Production
L'artisanat, et ses secrets, transmis depuis 1705 dans les familles, est dépouillé de tout moyen moderne. L'électricité n'est pas utilisée, et toutes les céramiques faites à la main. Chaque potier est entrainé par son père, et aucun potier extra-familial n'a jamais été admis en tant qu'apprenti. L'une des particularités du style est que presque tous les processus de fabrication n'ont pas changé depuis leur origine. Chaque pièce est fabriquée en la jetant d'abord sur la roue, puis en la façonnant à la main, en ajoutant des bobines. Une barbotine blanche est appliquée, sur laquelle une ou plusieurs techniques décoratives sont utilisées, telles que de petites marques de bavardage, des marques de pinceau, des lignes peignées et même des motifs réalisés par les doigts des artisans,.
Les familles forment une sorte de corporation artisanale, unies derrière la marque Onta-Yaki, et des accords obligent chaque famille à présenter chaque œuvre non pas sous un nom précis tel que son potier, mais sous le nom spécifique de la marque.
Toute l'argile utilisée pour Onta Ware provient de la région du village de Sarayama (autre nom d'Onta). Les potiers coopèrent les uns avec les autres pour ramasser de la terre deux ou trois fois par an, et la terre est répartie également dans chaque four.
Pour la production les potiers mettent l'argile dans des moulins en bois et l'écrasent pour le rendre grossièrement fin. Les moulins sont des moulins à eau, utilisant la puissance d'une rivière située dans la région de Sarayama. La structure du moulin est assez similaire au Shishiodoshi. Shishiodoshi est un tube de bambou rempli d'eau qui claque contre une pierre lorsqu'il est vidé. Le moulin à eau a une canalisation de bambou : un côté du bambou est incurvé pour recueillir l'eau dessus, et l'autre côté du bambou est connecté à un maillet. Lorsque l'eau remplit un côté du bambou, le maillet de l'autre côté est soulevé en conséquence. Dès que l'eau déborde du trou, le maillet bascule et écrase le sol. Chaque fois que les moulins bougent, les bambous produisent un son de bois puissant. Alors que les potiers continuent à utiliser la même technique depuis qu'ils ont commencé à fabriquer Onta Ware, il a été déclaré L'un des 100 patrimoines sonores à conserver par le Japon,.
Actuellement, les dix familles sont : trois au nom de famille Kuroki, deux au nom de famille Yanase, quatre au nom de famille Sakamoto. Même si le nombre de familles a fluctué, ces trois familles sont toujours restées dans le village,.

### Technique
En observant les anciennes poteries de la fin des époques Edo et Meiji, on remarque que les différents types de poterie, tels que les grands pots, les pots sans succion, les pots avec couvercle, les pots demi-corps, les théières, les Tokuri, les pots, les assiettes... sont très proches des Onta-yaki modernes.
Sur la surface, de la glaçure ou des décorations sont ajoutées. Pour le glaçage, le glaçage blanc, le glaçage ambre et le glaçage jaune de cendre sont communs. La céramique de Style Onta possède des caractères souvent simples, des décorations rustiques, mais cependant fines. Les principales techniques de l'Onta-yaki sont les yeux brossés, les hameçons volants, le dessin au doigt, le dessin au peigne, le martelage, le versement, etc. Parmi eux, la technique caractéristique de l'Ogada-yaki, les «hameçons volants», sèche en tournant les céramiques sur leur pied. C'est une technique pour faire un rasage afin que la pointe d'un petit crochet en fer soit accrochée au sol,. Cette technique a été introduite à la fin de l'ère Taisho et au début de l'ère Showa. Les décorations typiques les plus courantes sont de petits points ou des lignes fines conçues sur toute la surface ou seulement sur certaines parties. Les potiers utilisent souvent un peigne ou leurs doigts pour d'autres modèles. La caractéristique commune de tous les modèles est qu'ils sont conçus pour faire ressortir la nature de l'argile.
Les objets de Style Onta sont faits d'argile rouge. Assez solide, et contrairement à son apparence, son poids est assez léger
Sur les roues de poterie, les potiers grattent la surface de la poterie à intervalles égaux avec un rabot en fer avant que la poterie ne soit complètement sèche afin de lui donner ses décorations,,.

## Popularité
Le style Onta est populaire au Japon, et apprécié par de nombreuses personnes dans le cadre de leur culture alimentaire. Il est également prisé des touristes pour son côté artisanal et traditionnel, représentatif de la vision occidentale de la culture japonaise,,.
Les poteries et les fours à céramiques sont visitables dans le village Sarayama et un musée spécialement consacré à l'histoire et à la fabrication de la céramique Onta-Yaki attire chaque année de nombreux touristes. De plus l'endroit encaissé, aux paysages naturelles sauvages, sont une autre raison pour que des personnes se rendent dans le hameau.